# Ганский, Пётр Павлович
Пётр Павлович Ганский (17 февраля [1 марта] 1867, Николаевка Ананьевского уезда Херсонской губернии (современная Одесская область) — 27 ноября 1942, Ле-Дора, Верхняя Вьенна, Новая Аквитания, Франция) — русский художник-импрессионист конца XIX — начала XX века, член Товарищества южнорусских художников и Общества независимых художников в Одессе. Писал пейзажи, портреты, жанровые композиции.

## Биография

### Детство и юность
Пётр Павлович Ганский родился в семье дворянина Херсонской губернии, Ананьевского уезда, в селе Николаевка (Ганское) 17 февраля 1867 года. Дворянский род Ганских (герб Газдава) обосновался в Новороссии в последней четверти XVIII века во времена правления Екатерины II. Отец, Павел Петрович Ганский, окончил одесский Ришельевский лицей, служил судьёй, работал директором Земского банка Херсонской губернии. С 1870 года семья Ганских большую часть года проводит в Одессе, здесь в этот год родился младший брат Петра Павловича, Алексей Павлович Ганский — впоследствии известный русский астроном и геодезист.
Начальное художественное образование Пётр Ганский получил на рисовальных курсах Петра Александровича Крестоносцева при Елисаветградском земском реальном училище. С 1885 по 1889 год был вольнослушателем Императорской Академии художеств, затем отправился в Париж, чтобы продолжить художественное образование в Национальной высшей школе изящных искусств у Жерома.

### Расцвет творчества
Пётр Ганский подолгу живёт во Франции, но регулярно возвращается в Россию, приезжая в Одессу на различные выставки. С 1890 года он участвовал во всех выставках Товарищества южнорусских художников, а с 1894 года он стал членом Товарищества. Также принимал участие в Весенних выставках Академии художеств, выставках Общества Независимых художников в Одессе, Общества французских художников и Общества Независимых в Париже. Водил знакомство с Иваном Буниным и его женой. В своих дневниках последняя называла художника «первым русским импрессионистом», считала ярым юдофобом.

События 1917 года застали Петра Ганского в Одессе. Семейное имение Ганских было разгромлено, а сам он был приговорён большевиками к расстрелу. По тиражируемой самим Ганским при жизни легенде, избежать казни ему удалось благодаря вошедшей в Одессу Добровольческой армии Деникина, однако опубликованные в последние годы документы (в частности протоколы допросов арестованных по одному делу с Ганским) служат частичным подтверждением версии, описанной Верой Николаевной Муромцевой-Буниной — Ганского у ЧК выкупили, все остальные проходившие с ним по делу Русского народно-государственного союза, судя по всему, были расстреляны (включая и родственницу Ганского Андреевскую).
Эвакуировался из Одессы в декабре 1919 года, через Салоники, на английском судне «Рио Пардо».

### В эмиграции
С 1920 года навсегда поселяется во Франции, где жила его сестра, Софья Павловна Быстрицкая с мужем, Владимиром Павловичем Быстрицким, и дочерью, Кирой. В 1920 году какое-то время проживал в Париже на улице Виктора Гюго, 67, продолжал работать, совершенствовал своё мастерство. В 1922 году принимает католичество и постригается в монахи. В 1925—1927 годах изучает теологию в Католическом университете Лиона. В 1928 году принимает сан, становится священником Ордена иезуитов византийского обряда в миссии Русского католического апостолата. Его дружба и переписка с Николаем Константиновичем Рерихом способствовала распространению Пакта Рериха среди прелатов Римско-католической церкви, а потом и подписанию этого документа Пием XI.
Став католическим священником, Пётр Павлович Ганский до конца жизни не оставлял занятий живописью, активно помогал русским беженцам во Франции, жертвуя свои картины для благотворительных лотерей, проводимых московским землячеством в Париже.

### Смерть и наследие
Петр Павлович Ганский умер в 1942 году в монастырском хосписе в городке Ле-Дора, где и был погребён. После себя он оставил большой архив, целый ряд манускриптов, рукопись фантастического романа «Красная звезда». Большая часть архива хранилась у его сестры и племянницы (Софья Быстрицкая и Кира Веневитинова), после смерти последней (1990) её двоюродные сёстры вывезли архив в Таллин. В 1994 году Одесскому художественному музею они передали более тридцати работ Ганского, в 2004-м — ещё сорок. Таким образом сформировалась самая крупная музейная коллекция работ Петра Ганского — на сегодняшний день в собрании Одесского художественного музея хранятся 84 работы художника.
Сегодня произведения Петра Павловича Ганского украшают собрания Одесского художественного музея, Национального художественного музея Украины, Николаевского художественного музея им. В. В. Верещагина, Дома русского зарубежья им. А. Солженицына и частные коллекции Одессы, Киева, Таллина. В музее Пулковской обсерватории хранятся: портрет выдающегося французского астронома Пьера Жансена, написанный Петром Ганским в 1904 году, и портрет Алексея Павловича Ганского, написанный художником Меламедом Ш. Н.(1911,Одесса-1993,Ленинград) в начале 1950-х.

### Выставки
13.10.-06.11.2014 — Рийгикогу, Таллин

15.12.2015-13.03.2016 — Санкт-Петербургский государственный Музей-институт семьи Рерихов, Санкт-Петербург

18.08.-14.09.2015 — Дом русского зарубежья им. А. Солженицына, Москва (78 работ (акварель, гуашь, масло) из таллиннской коллекции наследников художника)

15.10.-30.10.2015 — Московский государственный музей «Дом Бурганова»

28.04.-14.06.2016 — Культурно-выставочный центр имени Тенишевых, Смоленск (118 работ)

17.02.-15.04.2017 — Одесский художественный музей (54 работы из фондов ОХМ (акварель, пастель, масло). К 150-летию со дня рождения художника)
июль 2017-март 2019 -Таллинская коллекция наследников художника: Петропавловская крепость(С-Петербург), Воронежский областной художественный музей им. И.Н.Крамского, Острогожск, ст. Лев Толстой,Липецк,Елец,Владимир.

## Галерея работ

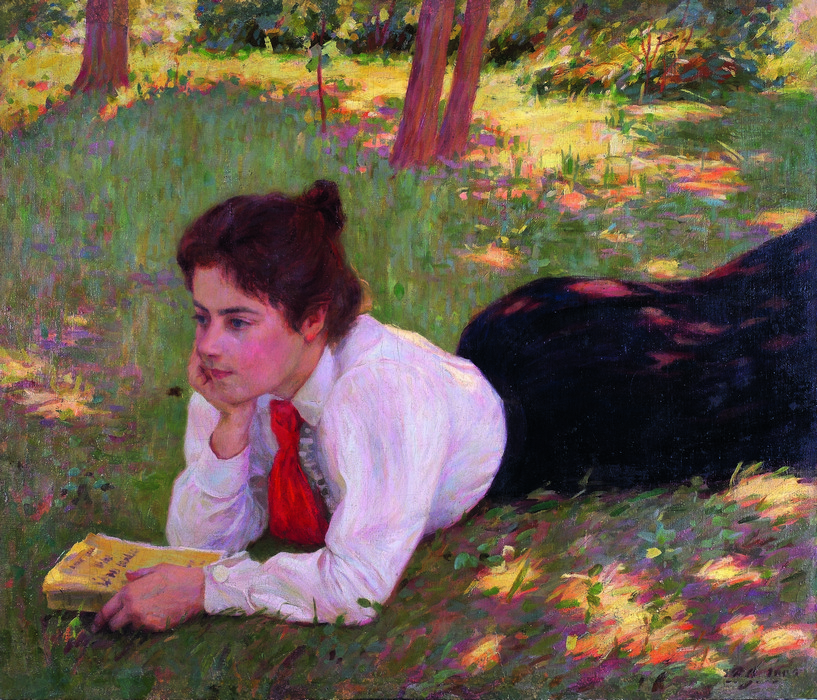
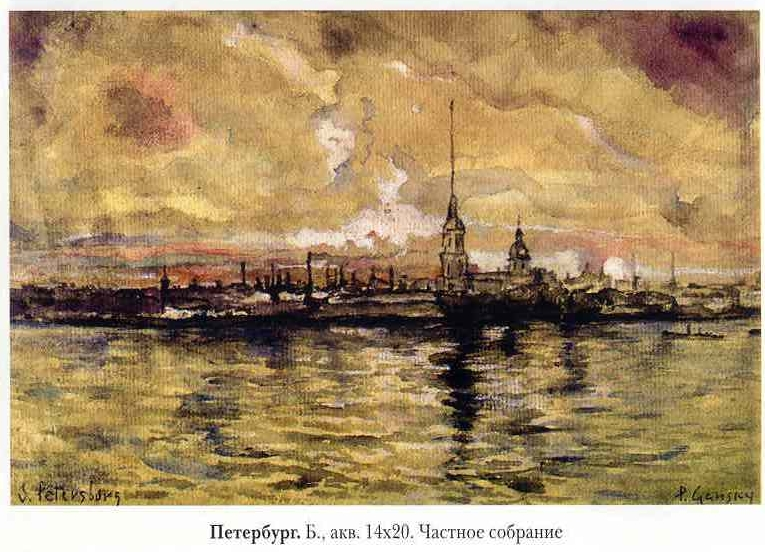
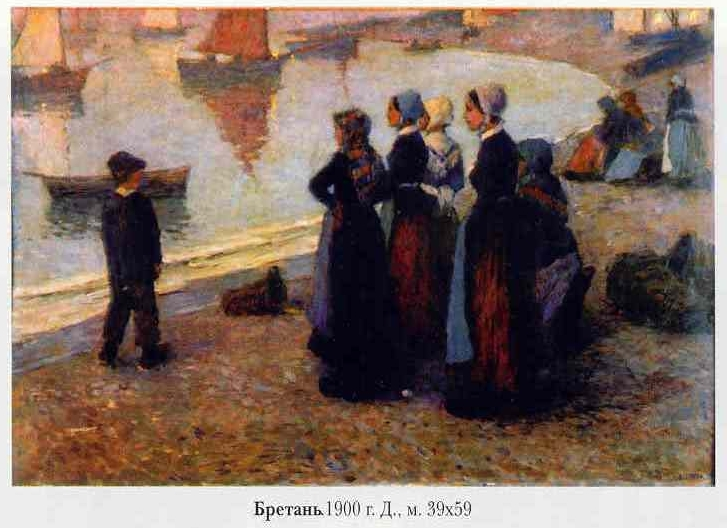
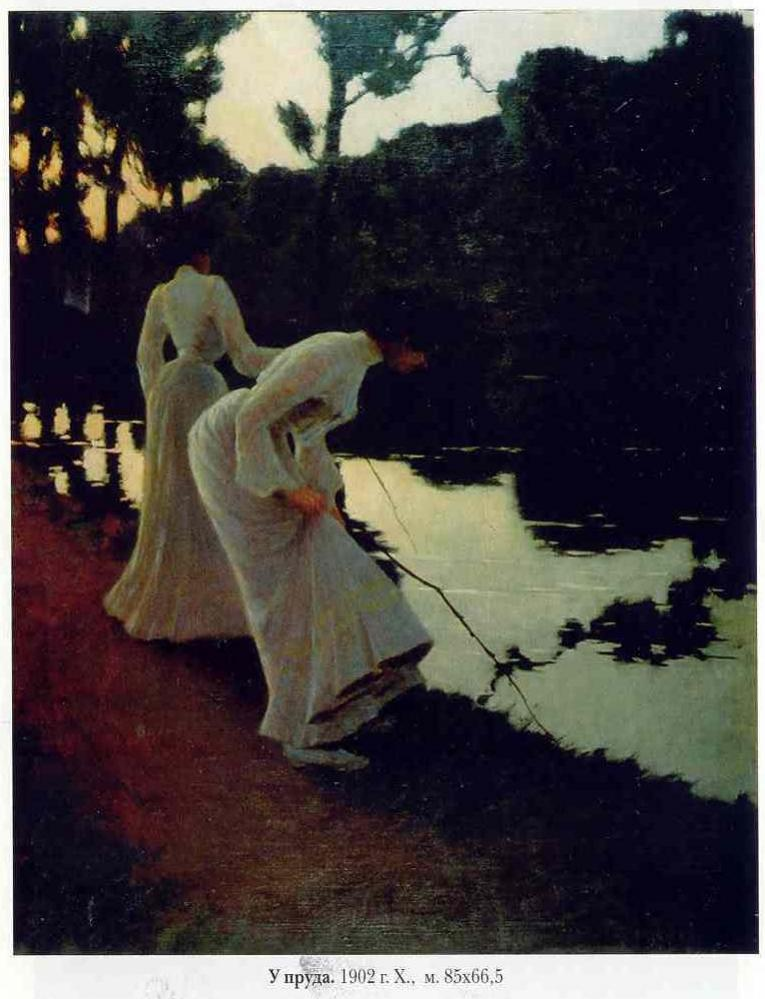
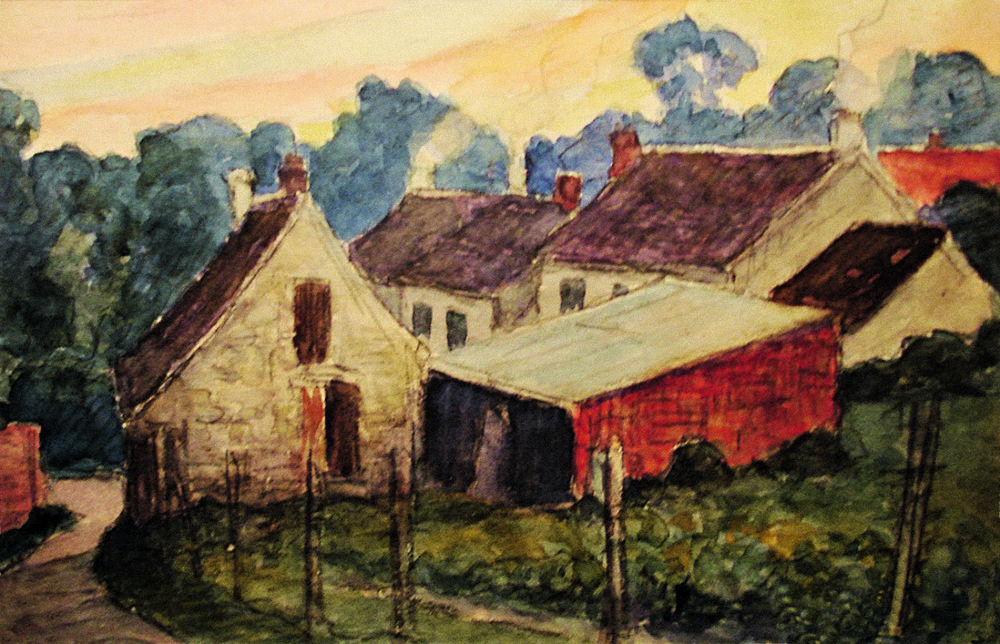
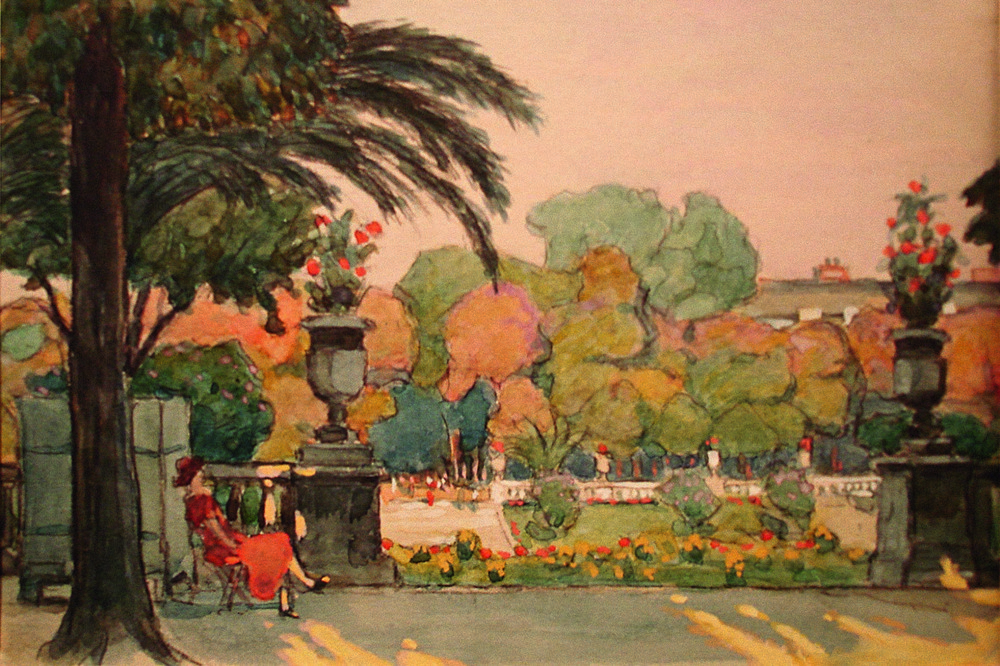
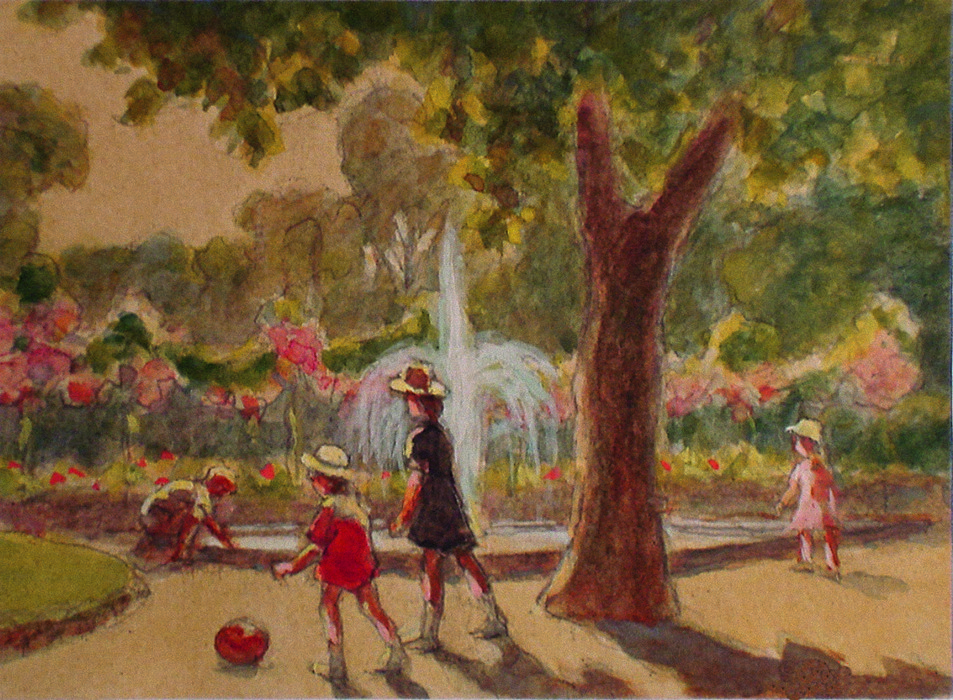
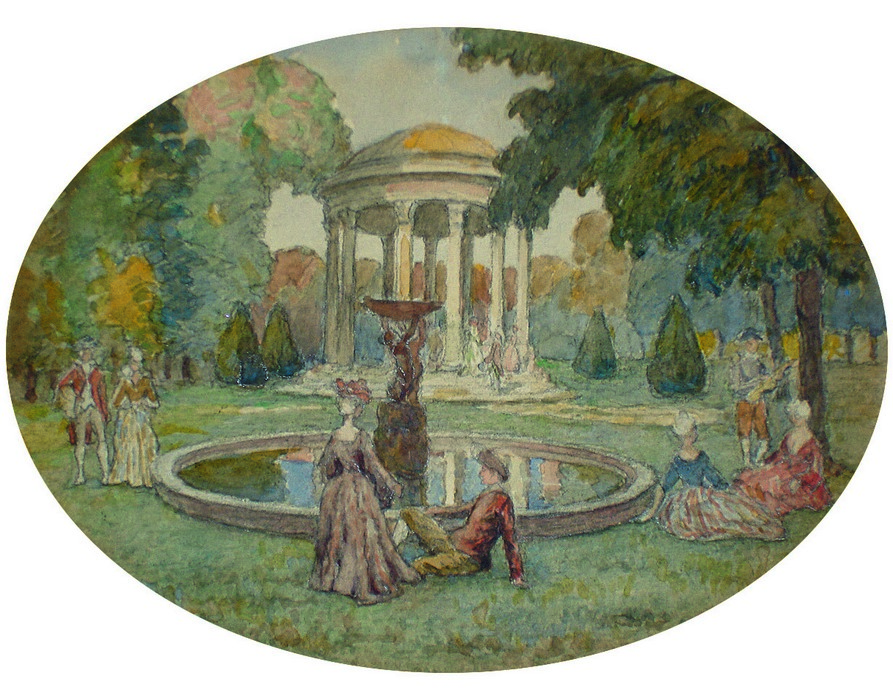
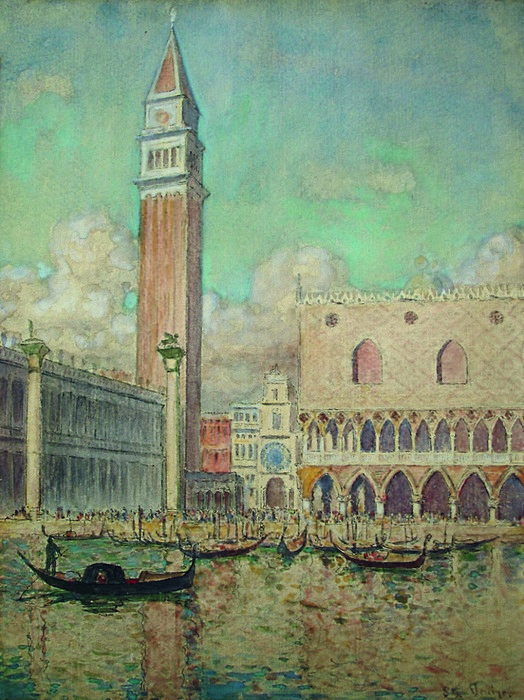
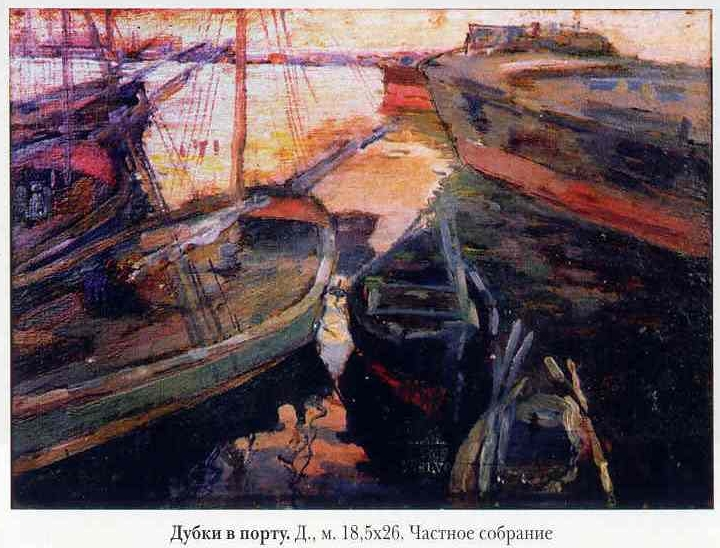